# Orphanodendron bernalii
Espèce
Classification phylogénétique
Statut de conservation UICN

 LC  : Préoccupation mineure
Orphanodendron bernalii est une espèce de plantes à fleurs dicotylédones de la famille des Fabaceae (Leguminosae), sous-famille des Caesalpinioideae. C'est un arbre originaire de Colombie.

## Description
Ce sont des arbres pouvant atteindre 15 mètres de haut.